# خیال محمد رحمانی
خیال محمد رحمانی (زاده: ۱۳۳۰ قره باغ، ولایت غزنی) سیاست‌مدار افغانستانی و نماینده مردم غزنی در دوره پانزدهم مجلس نمایندگان افغانستان است.

## زندگی‌نامه
خیال محمد رحمانی متولد ۱۳۳۰ از ولسوالی قره باغ ولایت غزنی افغانستان است. وی دارای مدرک لیسانس در رشته برق از دانشکده مهندسی دانشگاه کابل است.

## دیگر فعالیت‌ها
- مهندس برق در ریاست برق کابل.[۱]
- مهندس برق جینو پرس کارخانه گرشک ولایت هلمند.[۱]
- عضو کمیسیون وزارت مالیه[۱]
- رئیس مهاجرین دفتر حزب اسلامی در پیشاور.[۱]
- مهندس در شرکت احیا و بازسازی سیستم آبیاری سد غزنی.[۱]
- [۱]